# Lefranc (còmic)
Lefranc és una sèrie de còmic franco-belga creada, escrita i dibuixada per Jacques Martin a partir de 1952. Els personatges principals de la sèrie són l'intrèpid periodista Guy Lefranc, el seu protegit, el jove Jeanjean, el comissari Renard, i l'etern malvat de la sèrie, el misteriós Axel Borg. Lefranc és l'alter ego actual d'Alix, les aventures del qual tenen lloc en temps de Juli Cèsar.
La primera aventura, La Grande Menace, es va publicar a la revista Tintin a Bèlgica el 21 de maig de 1952 i a França el 3 de juliol de 1952. No va ser fins a l'any 1954 que l'editorial belga Le Lombard el va publicar com a àlbum, del qual en va vendre més d'un milió i mig d'exemplars fins al 2002. A l'edició belga de la revista Tintin les seves aventures es van continuar publicant fins al 1980, mentre que a l'edició francesa es van deixar de publicar el 1982.
Només els dos àlbums següents, L'Ouragan de feu i Le Mystère Borg van ser completament realitzats per Jacques Martin, per posteriorment només dedicar-se al guió i deixar el dibuix per al quart àlbum, Le Repaire du loup, a Bob de Moor i després, durant els nou àlbums següents, a Gilles Chaillet. Posteriorment, la sèrie ha continuat amb altres guionistes i dibuixants fins a l'actualitat. Entre els dibuixants es troben Christophe Simon, Francis Carin, André Taymans, Erwin Drèze, Régric, Alain Maury i Christophe Alvès, mentre que com a guionistes Michel Jacquemart, Patrick Weber, André Taymans, Patrick Delperdange, Thierry Robberecht, Roger Seiter i François Corteggiani.
Les aventures es van publicar originalment en francès, però s'han traduït a més de 10 llengües arreu del món, com ara l'alemany, el neerlandès, castellà, portuguès, danès, suec, finès, islandès, grec i indonesi.

## Àlbums[1]
- 1 La grande menace (1954). Guió i dibuix de Jacques Martin
- 2 L'ouragan de feu (1961). Guió i dibuix de Jacques Martin
- 3 Le mystère Borg (1965). Guió i dibuix de Jacques Martin
- 4 Le repaire du Loup (1974). Guió de Jacques Martin i dibuix de Bob de Moor
- 5 Les portes de l'enfer (1978). Guió de Jacques Martin i dibuix de Gilles Chaillet
- 6 Opération Thor (1979). Guió de Jacques Martin i dibuix de Gilles Chaillet
- 7 L'oasis (1981). Guió de Jacques Martin i dibuix de Gilles Chaillet
- 8 L'arme absolue (1982). Guió de Jacques Martin i dibuix de Gilles Chaillet
- 9 La crypte (1984). Guió de Jacques Martin i dibuix de Gilles Chaillet
- 10 L'apocalypse (1987). Guió de Jacques Martin i dibuix de Gilles Chaillet
- 11 La cible (1989). Guió de Jacques Martin i dibuix de Gilles Chaillet
- 12 La Camarilla (1997). Guió de Jacques Martin i dibuix de Gilles Chaillet
- 13 Le vol du Spirit (1998). Guió de Jacques Martin i dibuix de Gilles Chaillet
- 14 La colonne (2001). Guió de Jacques Martin i dibuix de Christophe Simon
- 15 El Paradisio (2002). Guió de Jacques Martin i dibuix de Christophe Simon
- 16 L'ultimatum (2004). Guió de Jacques Martin i dibuix de Francis Carin
- 17 Le maître de l'atome (2006). Guió de Michel Jacquemart i dibuix d'André Taymans i Erwin Drèze
- 18 La momie bleue (2007). Guió de Patrick Weber i dibuix de Francis Carin
- 19 Londres en péril (2008). Guió d'André Taymans i dibuix d'André Taymans i Erwin Drèze
- 20 Noël Noir (2009). Guió de Michel Jacquemart i dibuix de Régric
- 21 Le châtiment (2010). Guió de Patrick Delperdange i dibuix d'André Taymans i Erwin Drèze
- 22 Les enfants du bunker (2011). Guió de Michel Jacquemart i dibuix de Alain Maury
- 23 L'Eternel Shogun (2012). Guió de Thierry Robberecht i dibuix de Régric
- 24 L'enfant Staline (2013). Guió de Thierry Robberecht i dibuix de Régric
- 25 Cuba libre (2014). Guió de Roger Seiter i dibuix de Régric
- 26 Mission Antarctique (2015). Guió de François Corteggiani i dibuix de Christophe Alvès
- 27 L'Homme-oiseau (2016). Guió de Roger Seiter i dibuix de Régric
- 28 Le Principe d'Heisenberg (2017). Guió de François Corteggiani i dibuix de Christophe Alvès
- 29 La Stratégie du Chaos (2018). Guió de Roger Seiter i dibuix de Régric
- 30 Lune Rouge (2019). Guió de François Corteggiani i dibuix de Christophe Alvès
- 31 La Rançon (2020). Guió de Roger Seiter i dibuix de Régric
- 32 Les Juges intègres, (2021). Guió de François Corteggiani i dibuix de Christophe Alvès
- 33 Le Scandale Arès (2022). Guió de Roger Seiter i dibuix de Régric
- 34 La route de Los Angeles (2023). Guió de François Corteggiani i dibuix de Christophe Alvès
- 35 Bombes H sur Almeria (2024). Guió de Roger Seiter i dibuix de Régric